# 天主教邵武宗座监牧区
天主教邵武監牧區（拉丁語：Apostolica Praefectura Shaovuensis）是天主教在中國福建省北部設立的一個宗座监牧区。
1929年7月18日，羅馬教廷從福州代牧區分設邵武自治區，1938年5月21日昇格為監牧區。由德國救世主會管理。1950年，有信徒5,112人 

## 主教
- 溫崇德（Fr. Eriberto Winkler, S.D.S.），1930年2月9日任命，1938年去世。
- 王德俊（Fr. Inigo Maximilian König, S.D.S.），1930年5月21日任命，1964年去世。
- 伯多禄·吴奕顺（2023年12月16日任命，2024年1月31日祝圣）